# 下迪森
下迪森是德国巴伐利亚州的一个市镇。总面积12.79平方公里，总人口1358人，其中男性686人，女性672人（2011年12月31日），人口密度106人/平方公里。